# Forest Hills (Pensilvania)
Forest Hills es un borough ubicado en el condado de Allegheny en el estado estadounidense de Pensilvania. En el año 2000 tenía una población de 6831 habitantes y una densidad poblacional de 1648.4 personas por km².

## Geografía
Forest Hills se encuentra ubicado en las coordenadas 40°25′19″N 79°51′7″O / 40.42194, -79.85194.

## Demografía
Según la Oficina del Censo en 2000 los ingresos medios por hogar en la localidad eran de $44 922 y los ingresos medios por familia eran $56 199. Los hombres tenían unos ingresos medios de $42 903 frente a los $31 103 para las mujeres. La renta per cápita para la localidad era de $26 505. Alrededor del 5.6% de la población estaba por debajo del umbral de pobreza.